# Varsity Fanclub
Varsity Fanclub (kurz: VFC) ist eine US-amerikanische Boyband.

## Geschichte
Gegründet wurde die Band, bestehend aus Drew Ryan Scott, David Lei Brandt, Bobby Edner, Jayk Purdy und Thomas Fiss, durch ein Bandcasting im Jahr 2007. Ihr erster großer Auftritt fand auf der bekannten Macy’s Thanksgiving Day Parade vor über 40 Millionen Fernsehzuschauern statt, gefolgt von einem Auftritt in der ABC-Family-Serie The Middleman. Im Anschluss veröffentlichten sie ihre erste Single bei Capitol Records mit dem Titel Future Love (geschrieben von Ryan Tedder und Evan Bogart; produziert von den Produzenten von OneRepublic) und landeten damit direkt in der Playlist von Radio Disney und in den Top 5 der AOL Download Charts. 
Nach einer US-Tour als Vorgruppe von Rihanna, den Pussycat Dolls und Jesse McCartney in den Jahren 2008 und 2009 trennte sich die Band von ihrem damaligen Management sowie von ihrer Plattenfirma. Danach entschied sich Thomas Fiss, einen neuen Weg zu gehen und wurde durch Thomas „T.C.“ Carter ersetzt. Die Band entschied sich für ein europäisches Management, arbeitete an neuen Songs und Choreographien und bereitete sich auf eine erste Tour in Europa vor. Außerdem veröffentlichte sie eine Downloadsingle mit dem Titel Spank That, die sowohl mit einem Videocontest beworben wurde als auch mit einem eigens erfundenen Crap-Dance, den sie zusammen mit Miley Cyrus aufführte. Im Sommer 2010 erfolgte eine dreimonatige Promotiontour in Deutschland, bei der sie auch ihre erste physische Single auf dem europäischen Markt unter dem Titel I’m Your Guy veröffentlichten. Bei dieser Tour traten sie in Fernsehsendungen wie ZDF-Fernsehgarten oder VIVA Live auf sowie bei Familien-Festivals wie REWE Family oder der Toggo Tour von Super RTL. 
Ende April 2011 trennte sich die Band von Bobby Edner. Im Sommer 2011 tourte sie erneut in Deutschland und absolvierte zahlreiche Festival-Shows. Im Herbst 2011 erschienen die neue Single Opera und das Debütalbum. Im September 2011 trennte sich die Band von ihrem deutschen Manager Philipp Hallenberger. Im April 2012 verließ David Lei Brandt die Band, um als Tänzer von Lady Gaga auf eine Zweijahrestournee zu gehen. Für Brandt und Edner wurden Anfang 2013 Blake English und Devin Fox Mitglieder der Band. Nach der Neuformation benannte sich Varsity Fanclub in After Romeo um.

## Mitglieder
- Drew Ryan Scott (* 17. Juni 1988) aus Lafayette, Louisiana, ist auch als Songwriter und Produzent tätig, zum Beispiel für die Jonas Brothers (u. a. Hey You) und Miley Cyrus (u. a. die Hitsingle Gonna Get This). Außerdem lieh er dem Schauspieler Sterling Knight im Musikfilm „StarStruck“ seine Gesangsstimme.
- Jayk Purdy (* 7. August 1986) aus Las Vegas, Nevada spielte bereits als kleiner Junge in Schülerbands.
- Thomas „T.C.“ Carter (* 3. Mai 1993) aus Naples, Florida, gewann diverse Tanzwettbewerbe und war in Werbespots (u. a. Nike, Microsoft, Nintendo) und den Nickelodeon-Teenserien „iCarly“ & „Victorious“ zu sehen. T.C. ist seit 2009 neu in der Band, nachdem Thomas Fiss die Band verlassen hatte.

## Ehemalige Mitglieder
- Bobby Edner (* 5. Oktober 1988) aus Los Angeles, Kalifornien, spielte z. B. in Fernsehserien und Filmen mit (u. a. Emergency Room, Charmed, Eine himmlische Familie, Mission 3D) und drehte Werbespots (u. a. Taco Bell, Dunkin Donuts, Axe).
- Thomas Fiss (* 7. Dezember 1986) aus San Diego, Kalifornien spielte bereits mit 12 Jahren im Musical „The Full Monty“ in San Diego und am Broadway. Er war Gründungsmitglied und verließ die Band im Jahr 2009.
- David Lei Brandt (* 29. November 1986) aus Evansville, Indiana, spielte unter anderem in Pirates of the Caribbean – Fluch der Karibik 2 und ist bei Jugendlichen in den USA als Moderator von „Toontown“ auf dem Disney Channel bekannt. Er gab am 12. April 2012 über seinen Twitter-Account bekannt, das er nicht mehr länger Mitglied von Varsity Fanclub ist. Seit 2021 unterstützt David Marc Terenzi und Jay Khan bei der Übersetzung von Liedern ins Deutsche mit der Schlager-Boyband Team 5ünf.

## Diskografie
- Future Love (Capitol Records; 2008)
- Varsity Fanclub. Album (Capitol Records; 2009)
- Spank That (2010)
- I’m Your Guy (DA Music/Sony Music; 2010)

## Auszeichnungen
- 2011: Gewinner des „Boyband 2011“-Award beim Kindercampus[3]
- 2010: Kindercampus-Award in der Kategorie „Super-Band 2010“[4]

## Pressestimmen
- „Die fünf Jungs aus Amerika gelten zu Recht als eine der heißesten Boybands around. Was an ihrem Talent, ihren tollen Stimmen und an ihren unglaublichen Tanzkünsten liegt.“ (Xpress, Österreich, Dezember 2010)
- „Das kalifornische Quintett Varsity Fanclub beweist: Die Ära der Boygroups ist noch lange nicht vorbei.“ (TV Spielfilm, Deutschland, Ausgabe 18/2010)
- „It's been a decade since pioneering boy bands like N'Sync and Backstreet Boys ruled the charts, but this fresh-faced fivesome proves that the genre's still kicking.“ (Teen Vogue, USA, Februar 2009)